# IC 2175
IC 2175 је двојна звијезда у сазвјежђу Близанци која се налази на листи објеката дубоког неба у Индекс каталогу.
Деклинација објекта је + 35° 17' 17" а ректасцензија 7h 8m 39,6s.